# (100603) 1997 RN9
(100603) 1997 RN9 es un asteroide perteneciente al cinturón de asteroides, descubierto el 15 de septiembre de 1997 por Adrián Galád y el también astrónomo Alexander Pravda desde el Observatorio Astrofísico y Geofísico de Modra, Modra, Eslovaquia.

## Designación y nombre
Designado provisionalmente como 1997 RN9 .

## Características orbitales
1997 RN9 está situado a una distancia media del Sol de 2,520 ua, pudiendo alejarse hasta 2,966 ua y acercarse hasta 2,074 ua. Su excentricidad es 0,176 y la inclinación orbital 13,12 grados. Emplea 1461,61 días en completar una órbita alrededor del Sol.

## Características físicas
La magnitud absoluta de 1997 RN9 es 15,6.